# Axylia bilineata
Axylia bilineata är en fjärilsart som beskrevs av Barend J. Lempke 1966. Axylia bilineata ingår i släktet Axylia och familjen nattflyn. Inga underarter finns listade i Catalogue of Life.